# Прогулянка (фільм, 1953)
Прогулянка (італ. La passeggiata) — італійський фільм 1953 року. Створений за мотивами повісті Миколи Гоголя Невський проспект, дію фільму перенесено в ХХ століття.

## Сюжет
Паоло Барбато — сором'язливий вчитель, який приїхав до Риму, щоб влаштуватися на роботу в школу. Одного разу під час прогулянки він бачить молоду дівчину Лізу і закохується в неї. Зустрівшись з нею в інший час, він нарешті знаходить сміливість поговорити з нею та супроводжує її додому.
Коли вона знайомиться з ним, виявляється, що вона повія, він тікає шокований у відчаї. Згодом, не в змозі її забути, він повертається до неї й розповідає свої думки, запрошуючи її на вечірку, що спричиняє глузування колег, багато з яких знають її за заняттям. Але він сподівається, що зможе її вмовити й через деякий час просить її про шлюб. У відповідь вона сміється, саркастично звертається до нього і відганяє його якомога далі від дому. Тоді Барбато вирішив відмовитися від Риму, щоб повернутися з поразкою до рідного краю.
Він не дізнається, що його спроба змінити Лізу не була марною. Молода дівчина, навіть попри те, що вона знущалась і ображала Паоло, була глибоко вражена вчинками, сором'язливого учителя, і вирішила змінити своє життя, також покинувши місто.

## У ролях
- Ренато Рассел — Паоло Барбато
- Валентіна Кортезе — Ліза
- Анна Марія Боттіні — подруга Лізи
- Паоло Стоппа — керівник школи
- Пеппіно Де Мартино — Луїджі Магрі
- Франческо Муле — вчитель
- Лія Ангелері — вчитель
- Тіно Біанкі — вчитель
- Ігнаціо Леоне — вчитель

## Цікаві факти
- Фільм в Італійському прокаті зібрав 148 мільйонів лір.
- Фільм є у вільному доступі італійською на популярному ютуб-каналі з дозволу правовласника[2]